# Neuenhaus
Neuenhaus è una città di 10 356 abitanti della Bassa Sassonia, in Germania.
Appartiene al circondario della Contea di Bentheim ed è parte della comunità amministrativa di Neuenhaus.
Nel territorio comunale la Vechte confluisce nello Zwarte Water.